# شمس الدين الجزائري
شمس الدين الجزائري، هو داعية جزائري، اسمه الحقيقي هو شمس الدين بوروبي، اشتهر بتقديم برنامج "انصحوني" على قناة النهار الجزائرية من عام 2012 حتى 2020، كما شارك في برنامج "ما وراء الجدران" على نفس القناة.

## قناة النهار
في عام 2013، بدأ الشيخ شمس الدين الجزائري العمل مع قناة النهار الجزائرية كمقدم للبرنامج الديني "انصحوني"، حيث يقدّم فتاوى للمشاهدين عبر الرسائل والهاتف. كما شارك في البرنامج الاجتماعي "ما وراء الجدران" ويظهر في الحوارات المباشرة على القناة للإفتاء والتعليق على القضايا الرائجة في الجزائر.

## توقيف برنامج انصحوني
بتاريخ 21 مايو 2020، تم توقيف برنامجه انصحوني على قناة النهار من قبل سلطة ضبط السمعي البصري، وذلك بناءً على شكوى تقدمت بها وزارة الشؤون الدينية والأوقاف، بعد أن اعتبر فتوى اللجنة الوزارية بخصوص جواز تقديم زكاة الفطر قبل يومين أو ثلاثة من عيد الفطر تُعتبر صدقة من الصدقات ووجب إعادة إخراجها، ورفض تقديم الاعتذار.